# AK-47
AK-47, službeno Avtomat Kalašnikova (AK) (ruski: aвтомат kалашникова), poznat i pod imenima Kalašnjikov i Kalaš, automatsko je jurišno oružje korišteno u većini država Istočnoga bloka tijekom hladnoga rata. Standardiziran je 1947. godine. Dizajnirao ga je Mihail Kalašnikov, a prvotni proizvođač bio je sovjetski IŽMAŠ (u današnjoj Rusiji Koncern Kalašnikov). U usporedbi s većinom automatskih pušaka u II. svjetskom ratu, AK je kompaktan, gađa na pristojnu udaljenost, snažan je i sposoban za mijenjanje načina pucanja (automatski, poluautomatski, a postoji i opcija namještanja na način da je potrebno repetirati nakon svakoga metka). Jedan je od prvih pravih jurišnih pušaka, a u širokoj upotrebi je i danas, najpopularnija jurišna puška ikada. Proizvedeno je više modela AK-a od ijednog drugog borbenog oružja.  Brojne derivacije i obrasci pušaka u drugim zemljama se osnove na njoj, pogotovo popularno u siromašnijim zemljama gerilskih vojnika i gerilama Arapskih zemlja, bivšeg Sovjetskog bloka itd.

## Karakteristike
AK-47 je jednostavan i jeftin za proizvodnju i lak za čišćenje i održavanje, ali nije lako pokvariva roba. Njegova robusnost i vatrena moć postale su legendarne.[7] Veliki plinski klip, značajni zazori između pokretnih dijelova, omogućili su pušci da podnese velike količine prljavštine i funkcionira bez zatajenja. Zadnji stupnjevi nišana su podesivi, svaki položaj obilježava stotine metara, prednji nišan je podesiv radi korekcije na terenu. Podešavanja usmjeravaju paljbu nekoliko centimetara iznad ili ispod tačke nišanjenja u dometu od približno 250 metara.
Kalibar [mm] 7,62
Metak 7.62x39
Dužina cijevi [mm] 415
Dužina užljebljenog dijela cijevi [mm] 378
Broj žljebova 4
Dužina nišanske linije [mm] 378
Dužina oružja [mm] 870
Kapacitet okvira 30
Brzina paljbe [metaka/min] 600
Masa s praznim okvirom [g] 4300
Masa s punim okvirom [g] 4876
Najveća nišanska daljina [m] 800
Početna brzina zrna [m/s] 700
Smrtonosni domet [m] 1500

## Inačice AK
| Tip zatvarača | Opaska |
| ------------- | --- |
| Tip 1A/B      | Izvorni zatvarač od prešanog čelika, AK-1B promijenjen za preklapajući kundak. Veliki otvor bio je probušen sa svake strane za pregibna sklopovlja. |
| Tip 2A/B      | Mehanički obrađeno lijevano željezo. |
| Tip 3A/B      | Zadnja inačica tokarenog zatvarača, napravljeno iz željeznih žica. Najjednostavniji primjer mehanički obrađenog zatvarača AK.                       |
| Tip 4A/B      | AKM zatvarač od prešanog čelika. Ovaj tip zatvarača je najviše korišten kod AK serije oružja.                                                       |

## Proizvodnja izvan Rusije
Tablica prikazuje samo vojne inačice i sažetak je informacija koje su bile objavljene u knjizi Porter, The AK and AK-74 Kalashnikov Rifles and Their Variations.
| Zemlja          | Inačice |
| Albanija        | |
| --------------- | --- |
| Albanija        | Automatiku Shqiptar model 56 (ASH-78 Tip-1), kineska kopija AK. Automatiku Shqiptar tipi 1982 (ASH-82), kineska kopija AKS-47. Automatiku Shqiptar model 56 (ASH-78 Tip-3), mogućnost ugradnje NSPU i raketnog bacača. Dio pušaka je kineske proizvodnje i nosi serijske oznake Albanske nacionalne armije, a dio je sklopljen u Albaniji od kineskih dijelova. |
| Bugarska        | AKK (Type 3 AK), AKKS (Type 3 s preklapajućim kundakom) |
| Bugarska        | AKKMS (AKMS) AKKN-47 (s postoljem za NPSU durbine za noć) |
| Bugarska        | AKM1 (Type 3 plastična obrada) |
| Bugarska        | AKMA1/AR-M1 (isto kao -M1, ali u kalibru 5,56 mm NATO) |
| Bugarska        | AKS-47M1 (AKMS u 5,56 mm NATO), AKS-47MA1 (isto ako AKS-47M1, poluautomatska inačica) |
| Bugarska        | AKS-47S (AKM1, kratka cijev, s DDR preklapajućim kundakom i laserskim nišanjenjem) |
| Bugarska        | AKS-47UF (inačica M1 s kraćom cijevi, ruski preklapajući kundak), AR-SF (isto kao -47UF, ali u kalibru 5,56 mm NATO) |
| Bugarska        | AKS-93SM6 (isto kao -47M1, bez podrške za bacač granata) |
| Bugarska        | RKKS, AKT-47 (trenažno oružje u kalibru .22) |
| Finska          | VALMET Rk.60, Rk.62, Rk.76, Rk.70 (poluautomatska inačica za američko civilno tržište) |
| DDR             | MPi-K (AK), MPi-KS (AKS), MPi-KM (AKM), MPi-KMS-72 (AKMS), MPi-KMS-72K (inačica KMS-72 sa skraćenom cijevi); |
| Egipat          | AK, MISR 7,62 (AKM), Maadi |
| Mađarska        | AK-55, AKM-63, AMD-65, AK-63F (AMM/AKM), AK-63D (AMMSz/AKMS), SA-85M (poluautomatska inačica za američko civilno tržište), AMP-69 (namijenjena za policiju i specijalne postrojbe) |
| Irak            | Tabuk (M70B1 i M70AB2) |
| Irak            | Tabuk snajperska puška (M70B1 s cijevi duljine 23,6 inča, optikom i drugačijom oplatom) |
| Indija          | India Ordnance Factory Board klon AK, poznat kao AK-7 |
| Sjeverna Koreja | Type 58A (Type 3 AK), Type 58B (preklapajući kundak od prešanog čelika, AKS-47), Type 68A (AKM) Type 68B (AKMS) |
| Kina            | Type 56 (AK), Type 56-1 (AKS), Type 56-2 (AKMS s polimerskim elementima umjesto drvenih, kundak se preklapa na desnu stranu) Type 81, Type 81-1 (preklopni kundak na desnu stranu s modela 56-2) |
| Pakistan        | Kopija koje koje proizvode pakistanska plemena |
| Poljska         | kbk AK/pmK (AK), kbk AKS (AKS), kbk Ak PNG60, kbk AKM (AKM), kbK AKMS), kbk wz. 88 Tantal (AK-74 s posebnim preklapajućim kundakom), kbk wz. 96 Beryl |
| Rumunjska       | PM md.63 (AKM),PM md.65 (AKMS), PM md.90 (AKMS s istočnonjemačkim preklopnim kundakom na desnu stranu.), PM md.90 (razlika u odnosu na osnovni md. 90 je u skraćenoj cijevi; ovaj model se koristio u policiji i specijalnim postrojbama). PM md. 80 (kopija istočnonjemačkog MPI-AKS-72K sa skraćenom cijevi, vizualno identičan seriji md. 65, kundak se preklapa kao kod originalnog AKS-47/AKMS ). Svi modeli su za izvoz nosili kolektivna imena AIM (md. 63), AIMS (md. 65, md. 90 standardne duljine cijevi ). |
| Jugoslavija     | M64 (AK dulja cijev), M64A (bacač granata) M64B (M70 w/ preklapajući kundak), M70, M70A, M70AB2, M77 |

## Licenciranje
Rusija je u više navrata tvrdila kako većina proizvođača proizvodi AK bez valjane dozvole IZH-a. IZH je pristupio patentnom uredu 1999. godine s ciljem da sve druge proizvođače AK dobiju status ilegalnih. No, približno milijun Kalašnjikova proizvede se ilegalnim putem godišnje.

## Pravni status

### Hrvatska
U Hrvatskoj posjedovanje oružja je regulirano Zakonom o oružju, i u članku 11. zakona izričito je zabranjeno posjedovati sve vrste automatskog oružja.  Nakon Domovinskog rata mnogi primjerci AK, bilo privatni ili trofejni, nisu uručeni policijskim snagama tijekom amnestije koja je trajala sve do 2003. Poslije 2003. nije bilo moguće vratiti zabranjeno oružje, streljivo i eksplozivne naprave državnim organima bez novčane kazne. U posljednje vrijeme AK korištene su za oružane pljačke banaka, trgovina, mjenjačnica, kladionica i benzinskih pumpi.

### Kanada
U Kanadi, AK i njegove inačice zabranjene su od 1. siječnja 1995. godine zakonom Prohibited Weapons Order, No. 13 Ova odredba čini sve inačice AK-a ilegalnim za nabavu, prodaju i uvoz. No, osobama koje su posjedovale registrirani AK prije 1. siječnja 1995. dozvoljeno je posjedovanje AK i njegovih inačica.

### SAD
Privatno vlasništvo automatskih AK-a strogo je regulirano Nacionalnim zakonom o oružjima (eng. National Firearms Act, NFA) iz 1934. godine. Zakon o kontroliranju oružja iz 1968. godine zabranio je uvoz oružja proizvedenoga izvan Sjedinjenih Američkih Država s namjerom prodaje civilima i njihovom posjedovanju istoga oružja, što je sasvim smanjilo uvoz AK-a.
Godine 1986. donesen je amandman na Zakon o zaštiti posjedovatelja oružja koji je zaustavio svu buduću prodaju automatskoga oružja za civilnu upotrebu. Automatsko oružje i dalje se proizvodi u SAD-u za potrebe vojske i snaga koje održavaju red i mir. No, automatske puške izrađene unutar SAD-a prije 1986. ili uvezene prije 1968. godine smiju biti razmjenjivane između civila ako je sve podložno federalnim i državnim zakonima. Nekoliko sovjetskih i kineskih pušaka uvezeno je u SAD tijekom šezdesetih godina 20. stoljeća pri povratku iz Vijetnamskoga rata kao plijen veterana. Većina tih pušaka pravilno je registrirano tijekom provedbe već spomenutoga Nacionalnoga zakona o oružjima (''National Firearms Act) 1968. godine.

### Australija
U Australiji kupnja poluautomatskih pušaka zabranjena je od 1996. godine, i od tada sve inačice AK-a, uključujući i poluautomatske inačice, nisu dozvoljene. Nakon zabrane i na određene vrste pištolja 2003., ilegalnim je proglašeno posjedovanje, uvoz ili pokušaj kupnje Kalašnjikova. Jedini način za legalnu kupnju AK-a u Australiji je posjedovanje dozvole skupljača oružja, uklanjanje svih dijelova koji omogućuju pucanje ili trajno onemogućavanje oružja da ispali metak.

### Europa
Većina zapadnoeuropskih zemalja donijela je poveći broj zakona koji sprečavaju zakonito posjedovanje AK-a i njegovih inačica. U Velikoj Britaniji zakonom iz 1988. godine zabranjeno je posjedovanje poluautomatskih pušaka. Posjedovanje AK-a dozvoljeno je samo ako se dokaže da se puška mora repetirati nakon svakoga ispaljenoga metka. No, usprkos tom zakonu, AK se često vidi u rukama kriminalaca, te skupina irskih republikanaca i sjevernoirskih lojalista. Smatra se da je to oružje došlo na te prostore iz Libije tijekom sedamdesetih i osamdesetih godina 20. stoljeća.
U Norveškoj je civilima zabranjeno posjedovanje bilo kojega automatskoga oružja osim u slučaju ako civil posjeduje posebnu dozvolu. Slični zakoni provode se i u većini Europe. Automatska oružja su izrazito i strogo zabranjena u gotovo svim državama, uključujući i Rusiju.